# Herman Passchier (acteur)
Hermanus Hendricus Passchier (Amsterdam, 1 juli 1913 – Amsterdam, 10 april 2003) was een Nederlands acteur.

## Loopbaan
Passchier werd bekend door de rol van Opa Flodder die hij speelde in de televisieserie en de laatste van de drie speelfilms over de fictieve familie Flodder. Hij was de opvolger van Jan Willem Hees, die in 1989 overleed.

## Privé
Passchier woonde in Diemen. Uit zijn eerste huwelijk van 1936 tot 1972 kreeg hij twee dochters. In 1976 trouwde hij met zijn tweeëntwintig jaar jongere vriendin. In hetzelfde jaar kregen zij een zoon. Herman Passchier was jarenlang taxichauffeur in Amsterdam.
Passchier overleed op 89-jarige leeftijd in zijn slaap.

## Filmografie
- Flodder (televisieserie) – Opa Flodder (1993–1999)
- Flodder 3 (film) – Opa Flodder (1995)